# St-Urbain (Troyes)

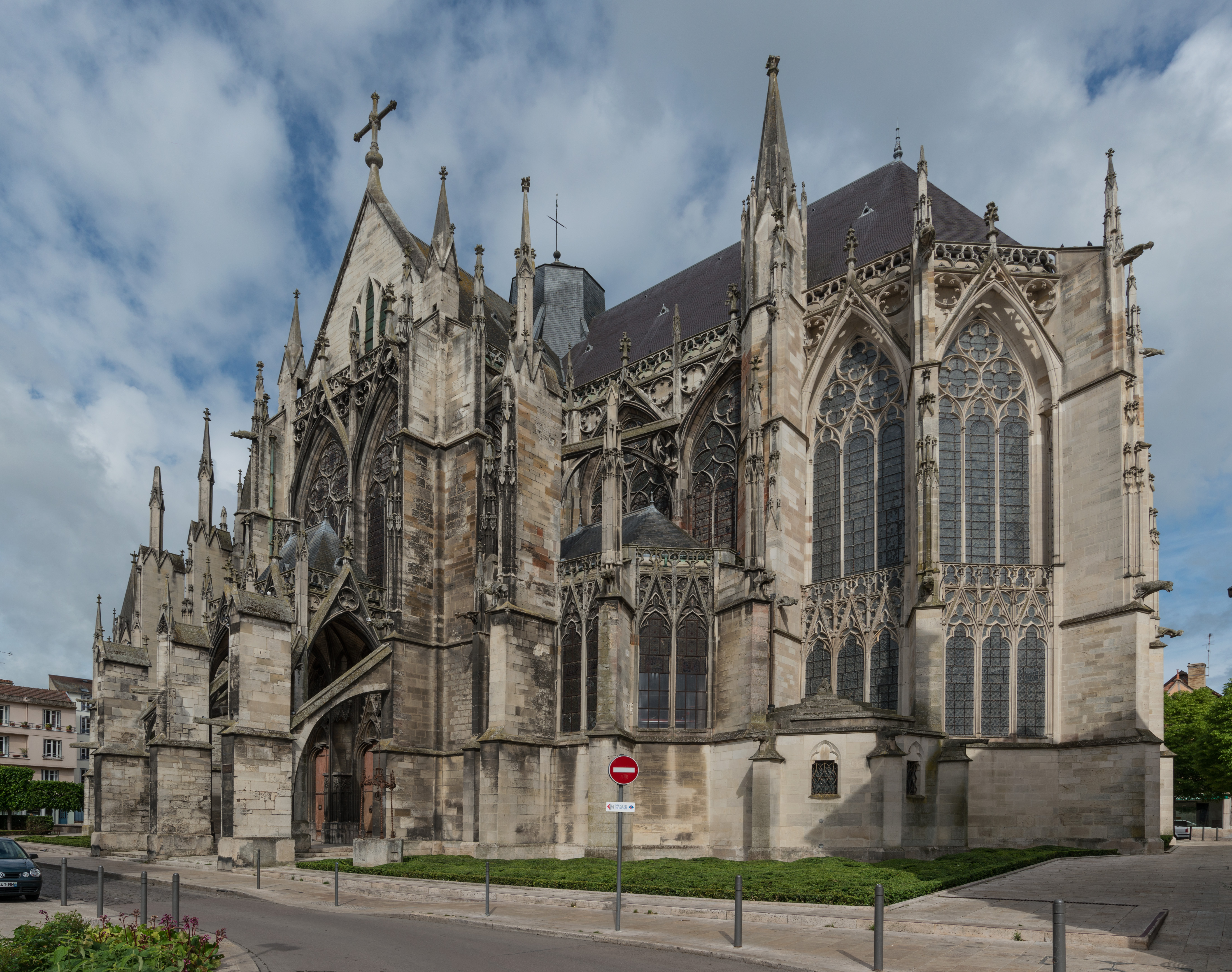
Pfarrkirche Saint-Urbain

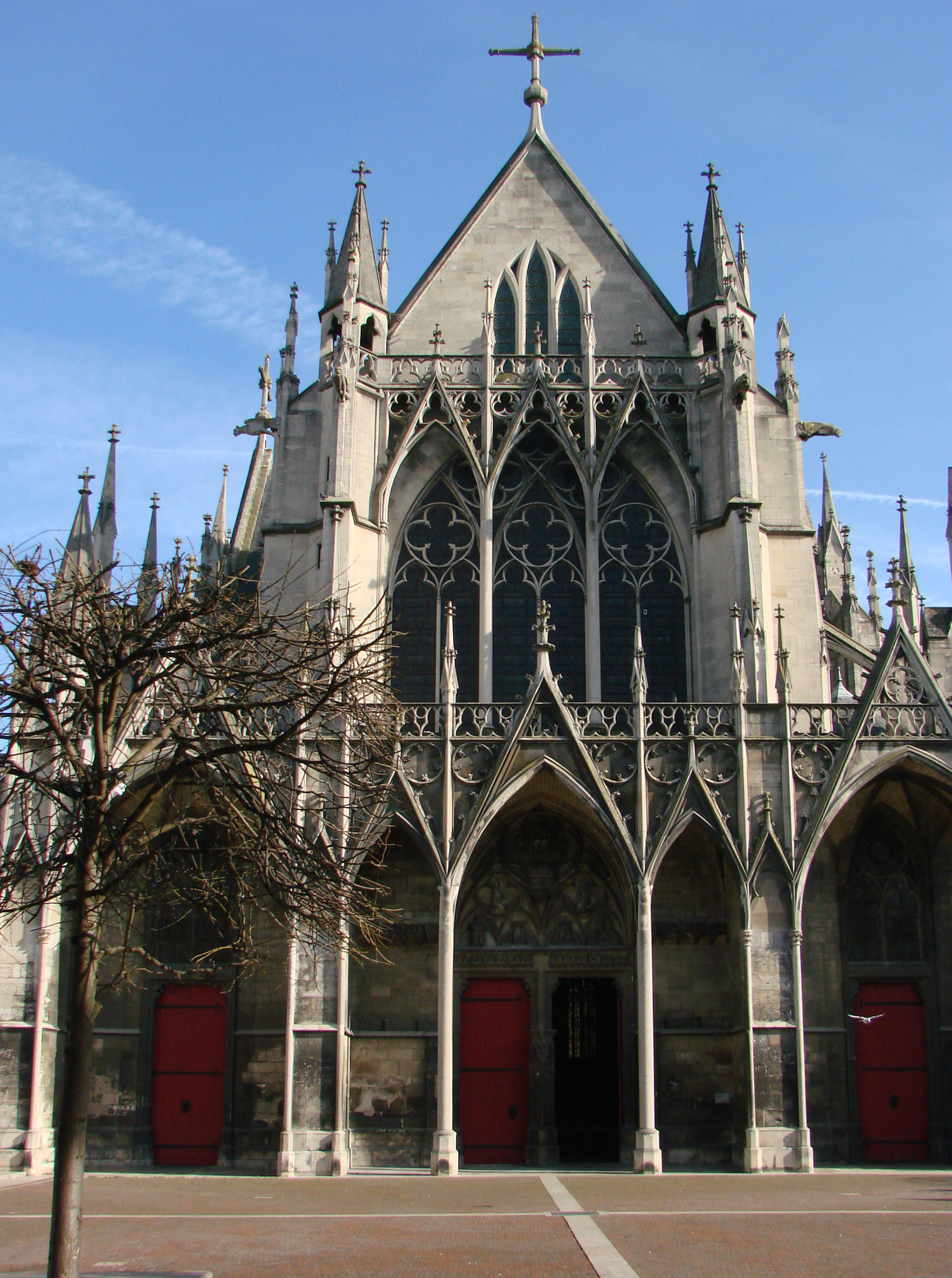
Westfassade seit 1901

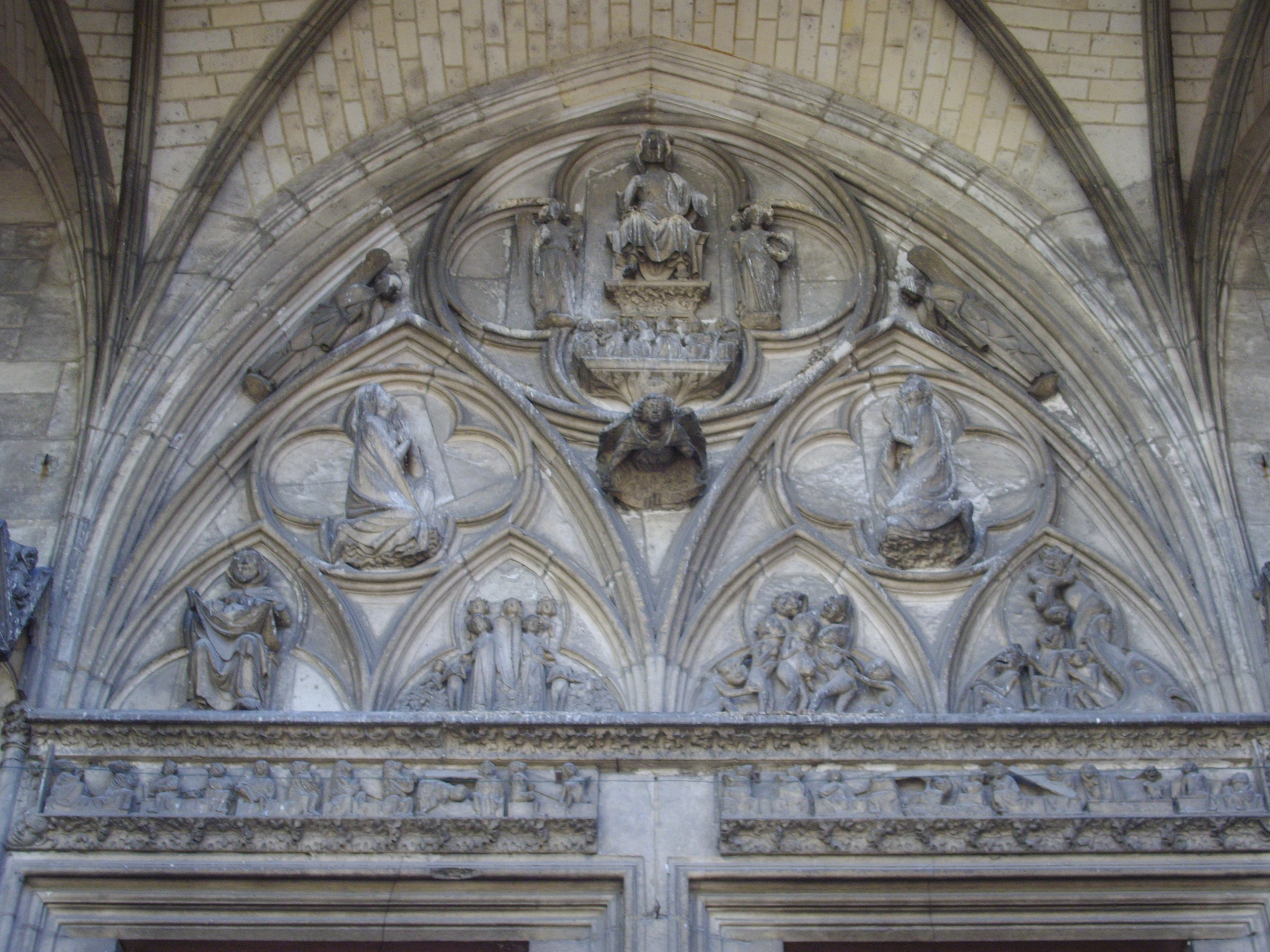
Tympanon

Die katholische Pfarrkirche Saint-Urbain in Troyes, dem Verwaltungssitz des Département Aube in der französischen Region Grand Est, gilt als ein Meisterwerk der Hochgotik. Sie wurde in der zweiten Hälfte des 13. Jahrhunderts begonnen und zu Beginn des 20. Jahrhunderts vollendet. Im Chor sind Bleiglasfenster aus dem 13. Jahrhundert erhalten. Im Jahr 1840 wurde die Kirche als Monument historique in die Liste der Baudenkmäler in Frankreich aufgenommen. 1964 wurde die Kirche von Papst Paul VI. zur Basilica minor erhoben.

## Geschichte
Der Bau der Kirche geht auf Jacques Pantaléon zurück, der in Troyes als Sohn eines Schusters geboren wurde und der 1261 unter dem Namen Urban IV. zum Papst gewählt wurde. Er ließ 1262 an der Stelle der Werkstatt seines Vaters eine Kirche errichten, die das Patrozinium seines Namenspatrons, des Papstes und Märtyrers Urban I., erhalten sollte. In der ersten Bauphase zwischen 1262 und 1286 wurden unter dem Baumeister Jean Langlois der Chor, das Querhaus sowie die Außenmauern und das letzte Joch des Langhauses und die Westfassade fertiggestellt. Ende des 14. Jahrhunderts folgten zwei weitere Joche und das Schiff wurde mit einem vorläufigen Dachstuhl auf unfertigem Mauerwerk gedeckt. Bei der Weihe im Jahr 1389 war die Kirche noch unvollendet und blieb dies fast fünfhundert Jahre lang. Das Langhaus westlich des Querschiffs war eine Pseudobasilika mit ungewölbtem Mittelschiff unter diesem provisorischen Dach, deutlich niedriger als die östlichen Teile des Gotteshauses.
Während der Französischen Revolution wurde die Kirche als Getreidespeicher und Lebensmittellager zweckentfremdet. 1802 wurde die Kirche wieder für den Gottesdienst geweiht.
Zwischen 1876 und 1886 wurden unter der Leitung des Architekten Antoine Paul Selmersheim aus Langres der Chor und das Querhaus teilweise erneuert, unter dem Vorsatz, den Originalzustand wiederherzustellen. Anschließend wurde die Westfassade, soweit schon vorhanden, wieder hergerichtet und zum Schutz der mittelalterlichen Portalfiguren mit einer Vorhalle versehen. Das bis dahin erst bis zur halben Höhe der Obergaden vorhandene Mauerwerk des Hochschiffs wurde samt Strebwerk nach Originalplänen vervollständigt und 1901 das Dach des Mittelschiffs errichtet. Im Folgejahr wurde das Langhaus mit Kreuzrippengewölben gotischer Bauart eingewölbt. Mit dem Einsetzen der neu geschaffenen bunten Bleiverglasung wurde es schließlich 1905 vollendet.

## Architektur

### Grundriss und Außenbau
Im Grundriss dieses Gotteshauses gibt es einen Rückgriff auf die Romanik, statt eines Chorumgangs flankieren zwei Nebenchöre den Hochchor.
In der Vertikalen gibt es abweichend vom Standardschema gotischer Basiliken kein Triforiumsgeschoss. Nebenchöre und Seitenschiffe sind statt von Schleppdächern von Satteldächern mit parallelen Längsgiebeln gedeckt. So können die Sohlbänke der Obergadenfenster knapp über den Scheiteln der Mittelschiffsarkaden liegen. Das ermöglicht die besonders großen Fensterflächen, für die diese Kirche bekannt ist. In den drei Stirnfenstern des Hauptchores setzen sich die Sohlbänke als Sims fort. Die Fensterflächen unterhalb dieses Simses haben zwar spitzbogenähnliches Maßwerk, aber letztlich einen waagerechten oberen Abschluss.
Als Besonderheit des Strebwerks dieses Gebäudes werden nicht nur die Pfeiler der Obergaden von Strebebögen gestützt, sondern auch Vorhallen und Gebäudeecken beider Querhausgiebel. Die Strebepfeiler sind mit zahlreichen Wasserspeiern in Gestalt von Tieren und menschlichen Figuren besetzt.

### Westfassade
Die von Ziergiebeln bekrönte Vorhalle, die sich über die gesamte Breite der Westfassade erstreckt, wurde Ende des 19. Jahrhunderts errichtet. In ihr ist ein Portal aus dem 13. Jahrhundert integriert, auf dessen Tympanon das Jüngste Gericht dargestellt ist.

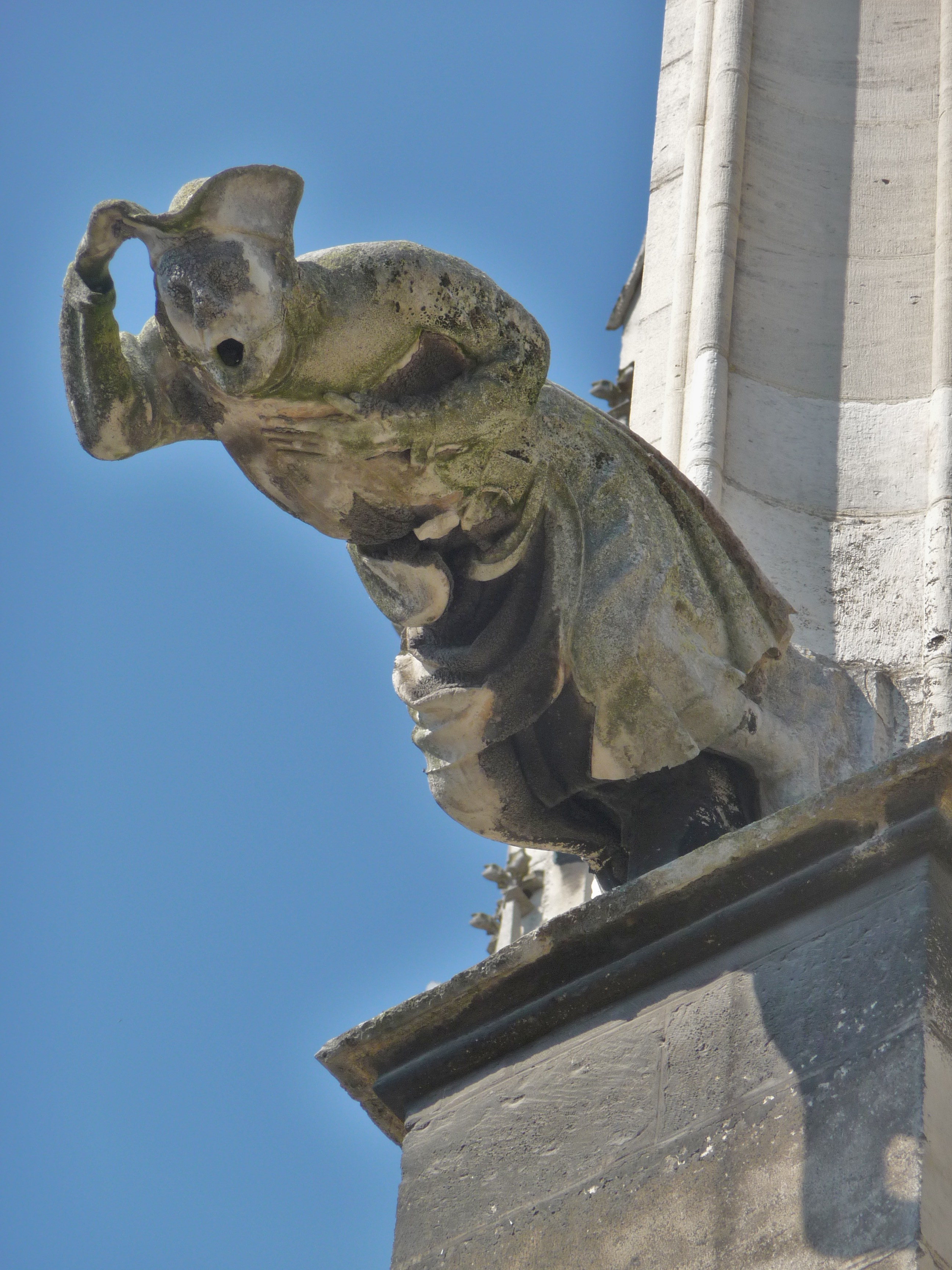
Wasserspeier, 13./14. Jahrhundert
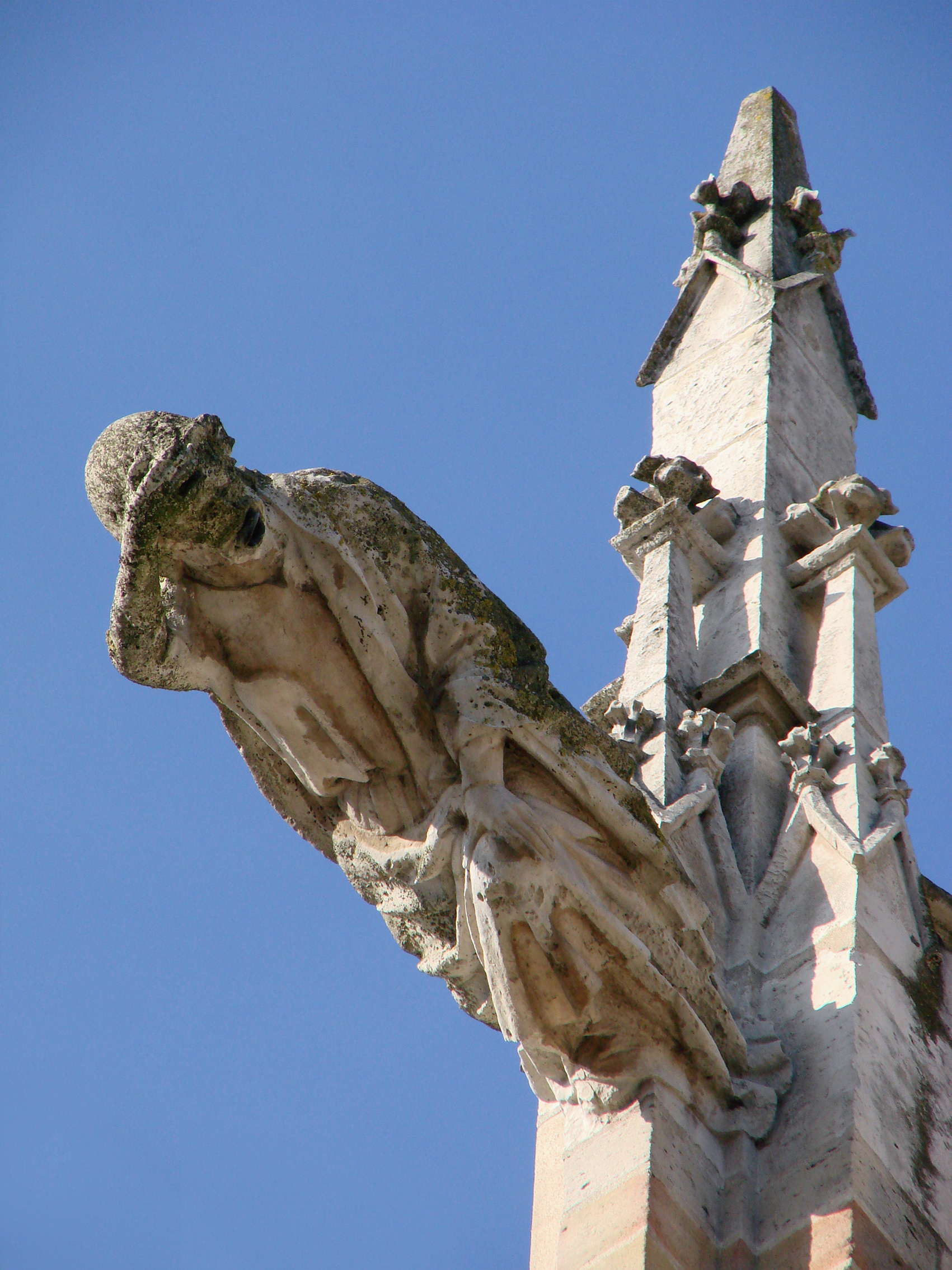
Wasserspeier, 13./14. Jahrhundert
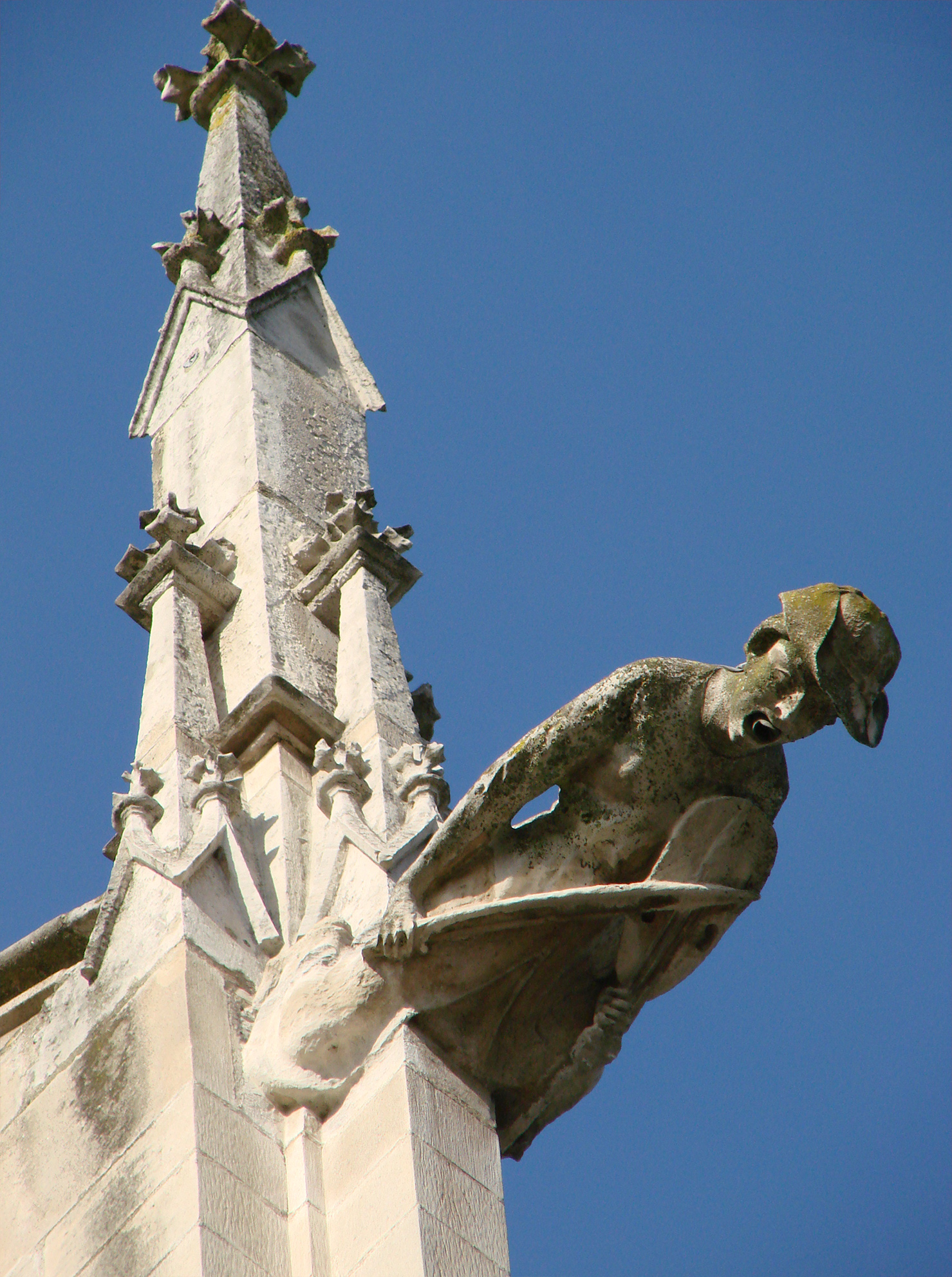
Wasserspeier, 19./20. Jahrhundert

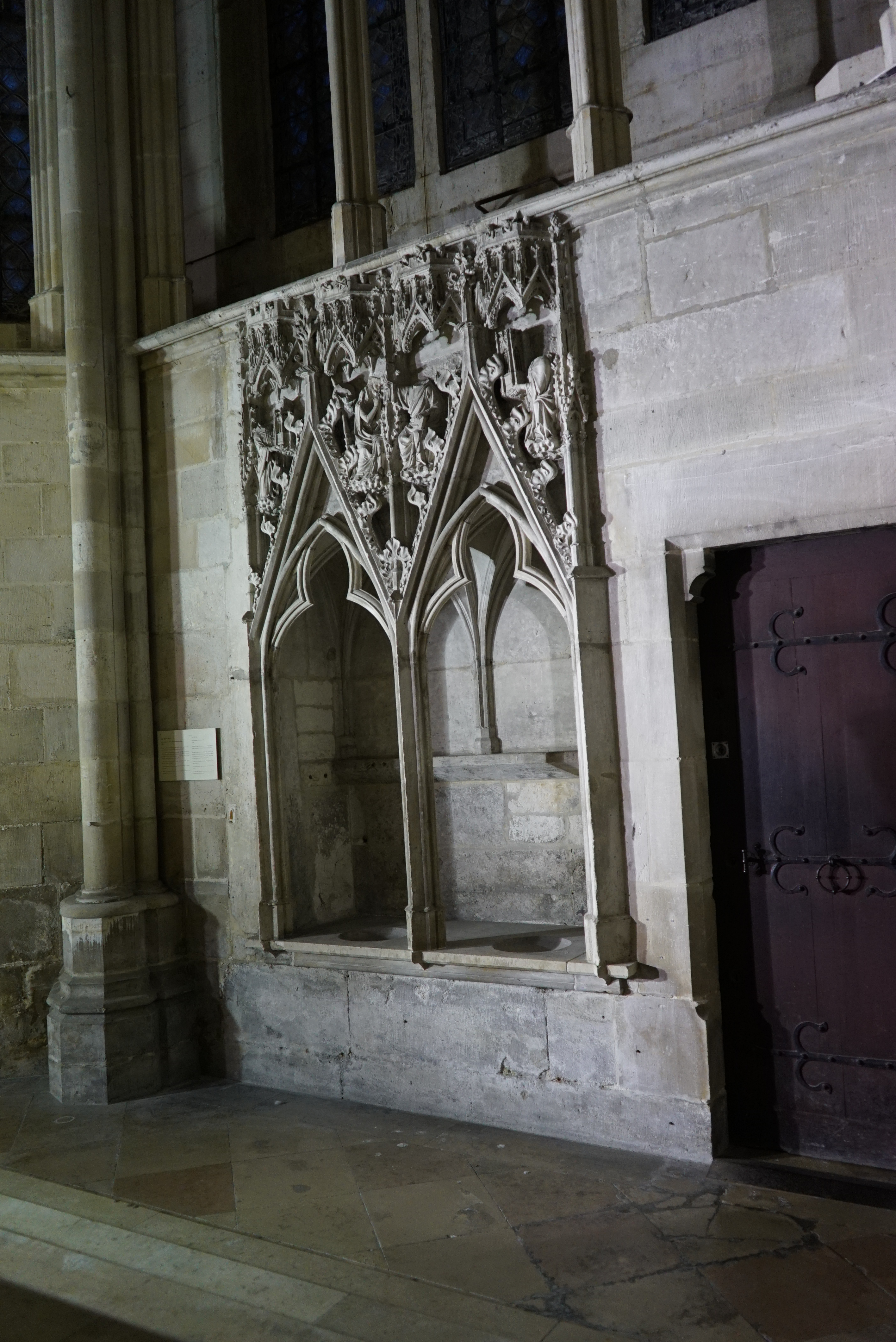
Piscina

### Innenraum

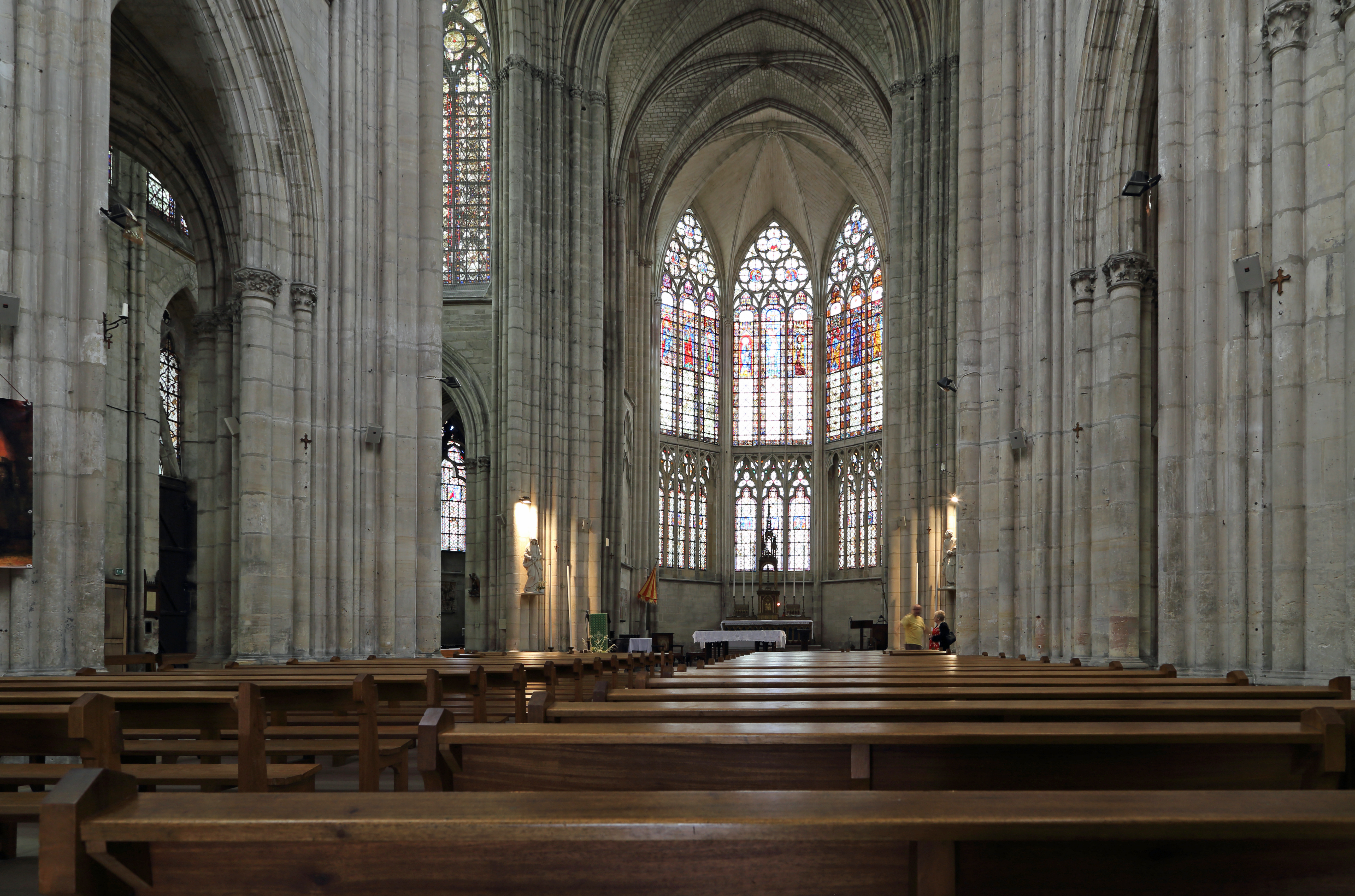
Innenraum

Das Langhaus, das Querschiff und der Chor haben einen zweigeschossigen Aufriss. Über den spitzbogigen Arkaden öffnen sich große Obergadenfenster. Das dreischiffige Langhaus ist in drei Joche gegliedert. Es wird – wie der zweijochige Chor mit seiner polygonalen Apsis – durch die großen, dreibahnigen Maßwerkfenster von Licht durchflutet.
An der Südseite der Apsis ist eine Piscina in die Wand eingeschnitten. Sie stammt aus der zweiten Hälfte des 13. Jahrhunderts, aus der Zeit, als der Chor errichtet wurde. Sie besteht aus zwei Spitzbogenarkaden mit Dreipassbögen und krabbenbesetzten Ziergiebeln, die von vier Baldachinen bekrönt werden. Die Zwickel sind mit Reliefdarstellungen versehen. In der Mitte ist die Krönung Mariens durch Christus dargestellt, auf der linken Seite präsentiert Papst Urban IV. den Chor der Kirche, auf der rechten Seite sieht man Kardinal Ancher, der den Kirchenbau nach dem Tod Urbans IV. weiterführte, mit einem Modell des Langhauses.

## Wandmalerei
An der Westwand ist über dem Portal eine von Spitzbögen und Vierpässen gerahmte Wandmalerei aus dem späten 14. Jahrhundert erhalten. Im oberen, von einem Kreis umgebenen Vierpass, ist eine Majestas Domini zu erkennen, darunter sind Engel mit den Leidenswerkzeugen und mit Musikinstrumenten dargestellt.

## Fenster
Das zentrale obere Chorfenster stellt eine Kreuzigungsgruppe dar. Die mittlere Szene, der gekreuzigte Christus, und die linke Szene, Maria unter dem Kreuz, stammen aus dem 19. Jahrhundert. Die rechte Lanzette mit der Darstellung des Apostels Johannes wurde – wie die oberen Chorfenster mit der Darstellung biblischer Figuren – um 1270 geschaffen. Aus dem 13. Jahrhundert stammen auch die Scheiben der unteren Fenster, auf denen Szenen der Passion dargestellt sind. Sie wurden großenteils im 19. Jahrhundert restauriert und wieder neu zusammengesetzt. Die kleineren Szenen der seitlichen Apsiden wurden 1879 von Édouard Didron im Stil der Fenster des 13. Jahrhunderts ausgeführt. Sie stellen Szenen aus dem Marienleben und der Kindheit Jesu dar. Die Fenster im nördlichen und südlichen Querhaus mit der Darstellung der Apostel wurden 1891 von Édouard Didron ausgeführt. – Die Grisaillefenster im nördlichen Seitenschiff mit Szenen aus dem Leben Jacques Pantaleons, des späteren Papstes Urban IV., und der Baugeschichte der Kirche, wurden 1892 von Édouard Didron geschaffen. Das große Fenster der Westfassade, ebenfalls aus der Werkstatt von Édouard Didron, wurde im Jahr 1901 eingebaut. Es stellt den Märtyrer Valerianus, den französischen König Ludwig den Heiligen, den Schutzpatron der Kirche, den heiligen Urban, den Stifter der Kirche, Papst Urban IV., den Kirchenlehrer Thomas von Aquin und die heilige Cäcilia dar. Die Heiligen halten Schriftbänder mit ihren Namen in Händen.

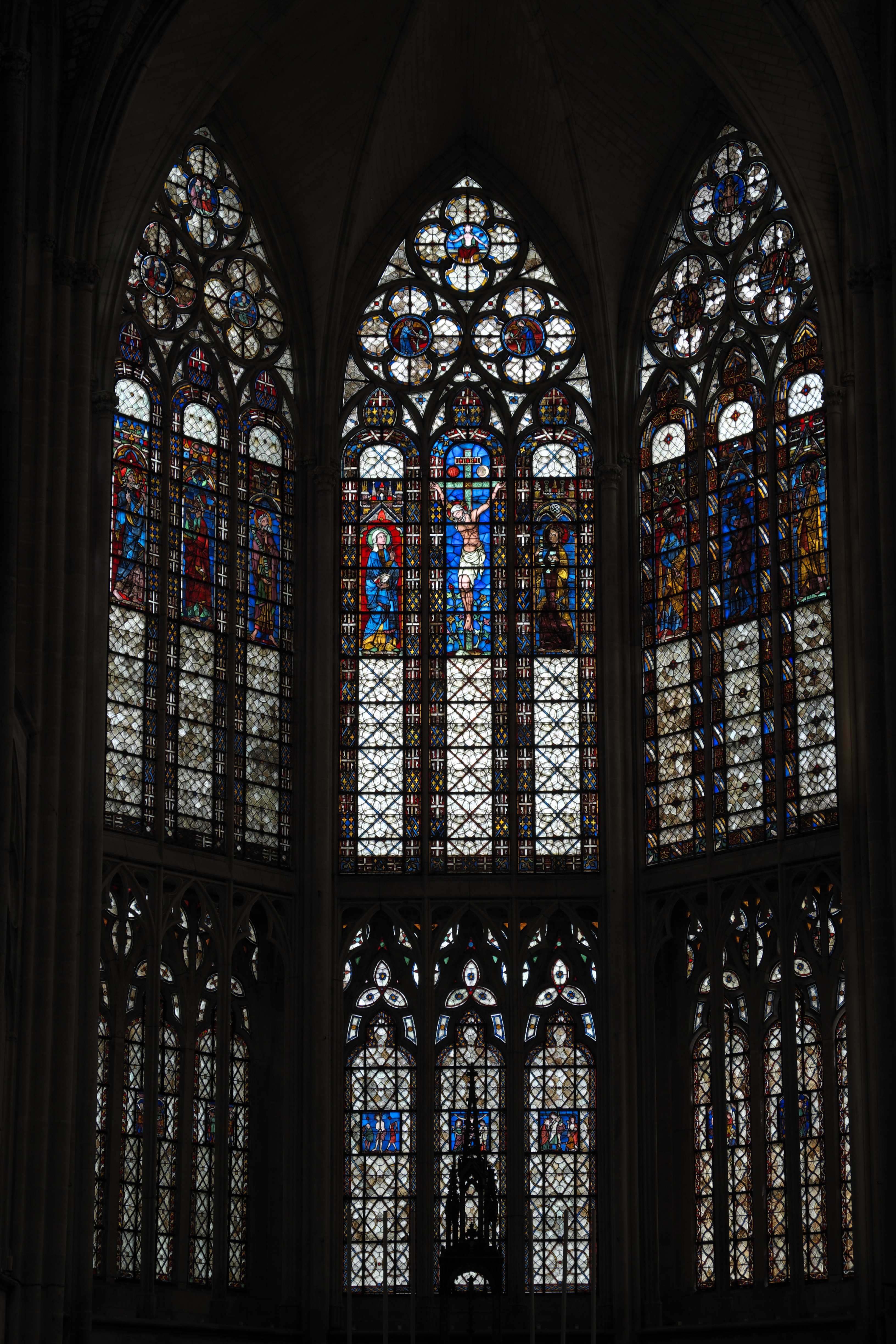
Chorfenster
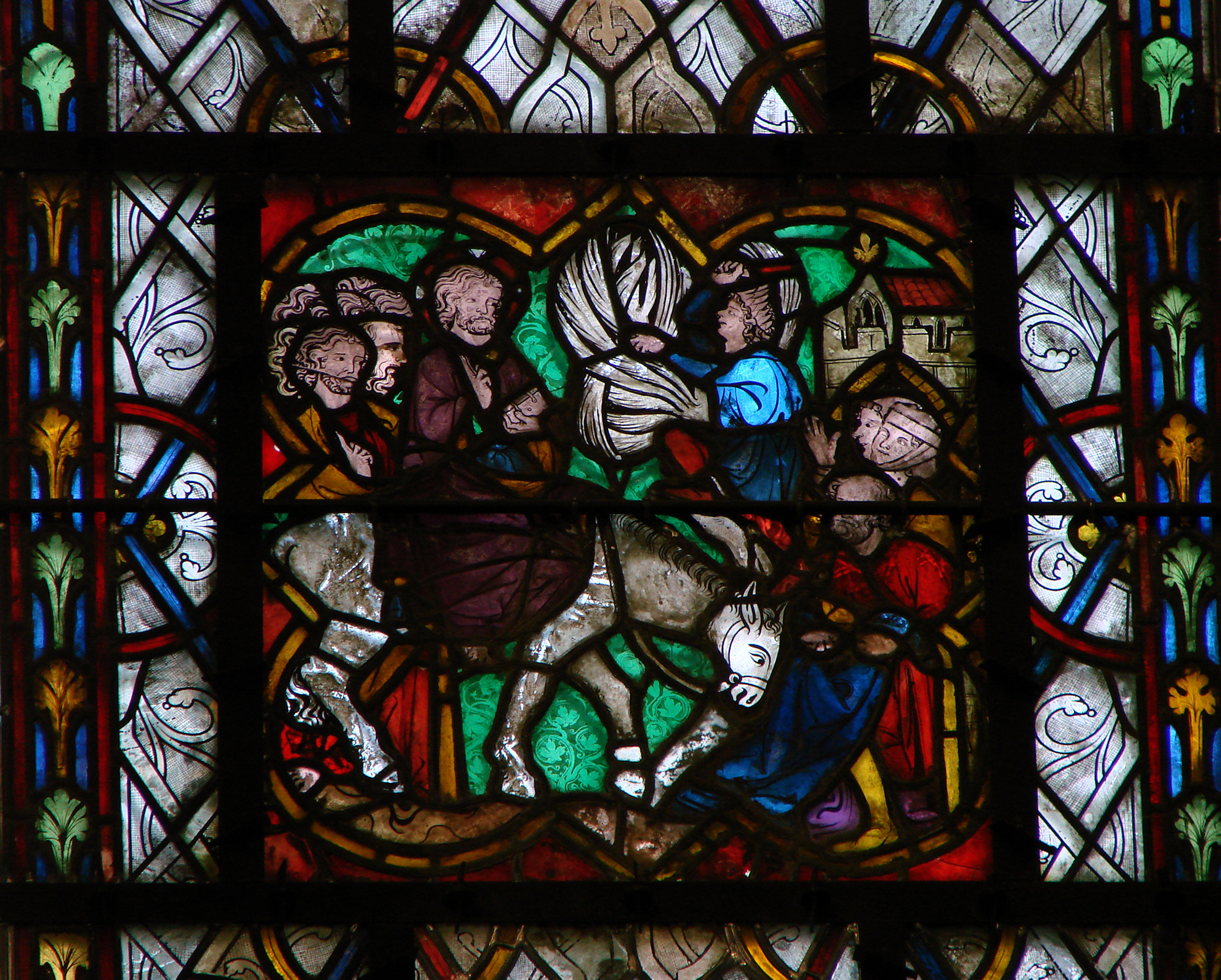
Einzug in Jerusalem
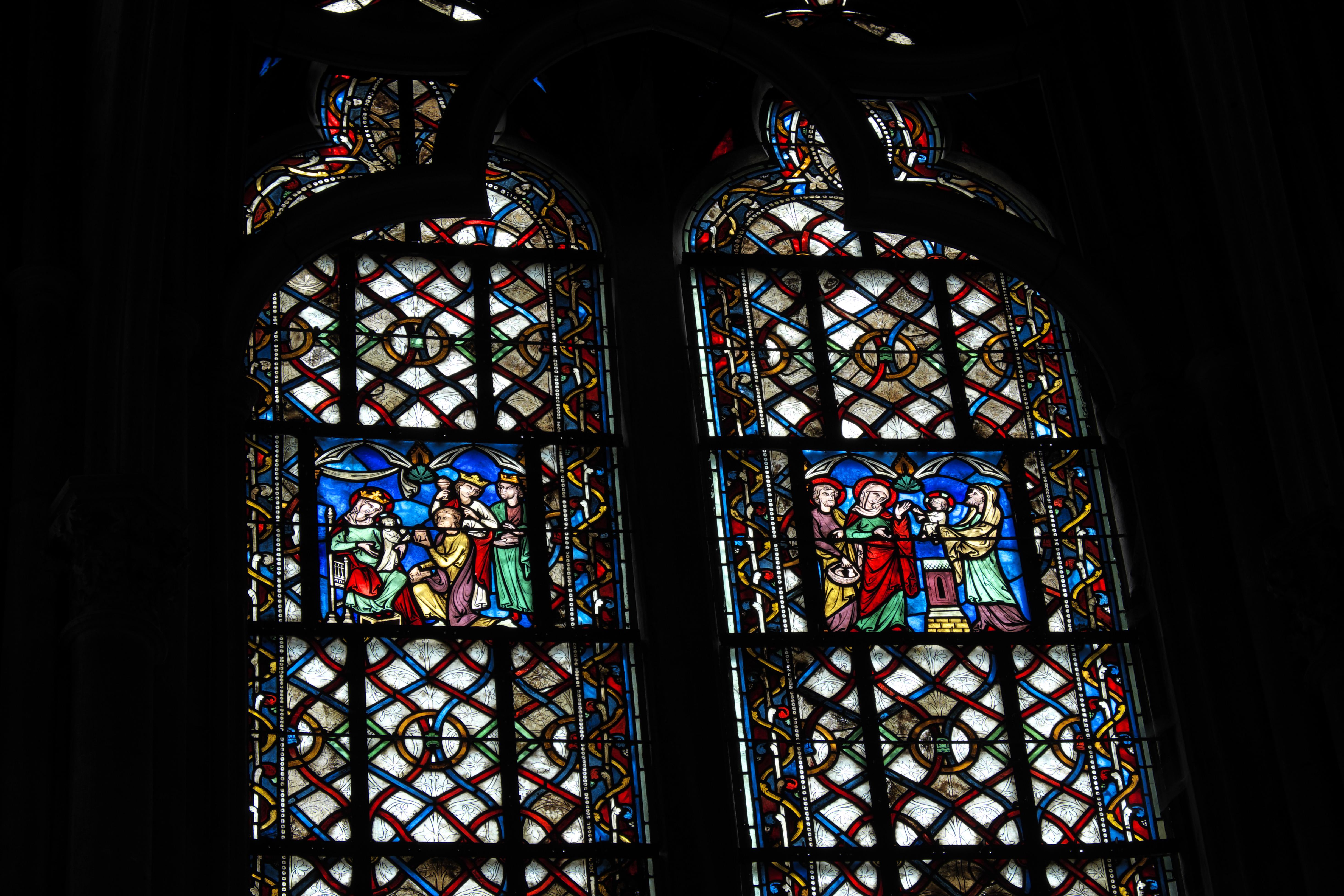
Anbetung der Heiligen Drei Könige und Präsentation Jesu im Tempel
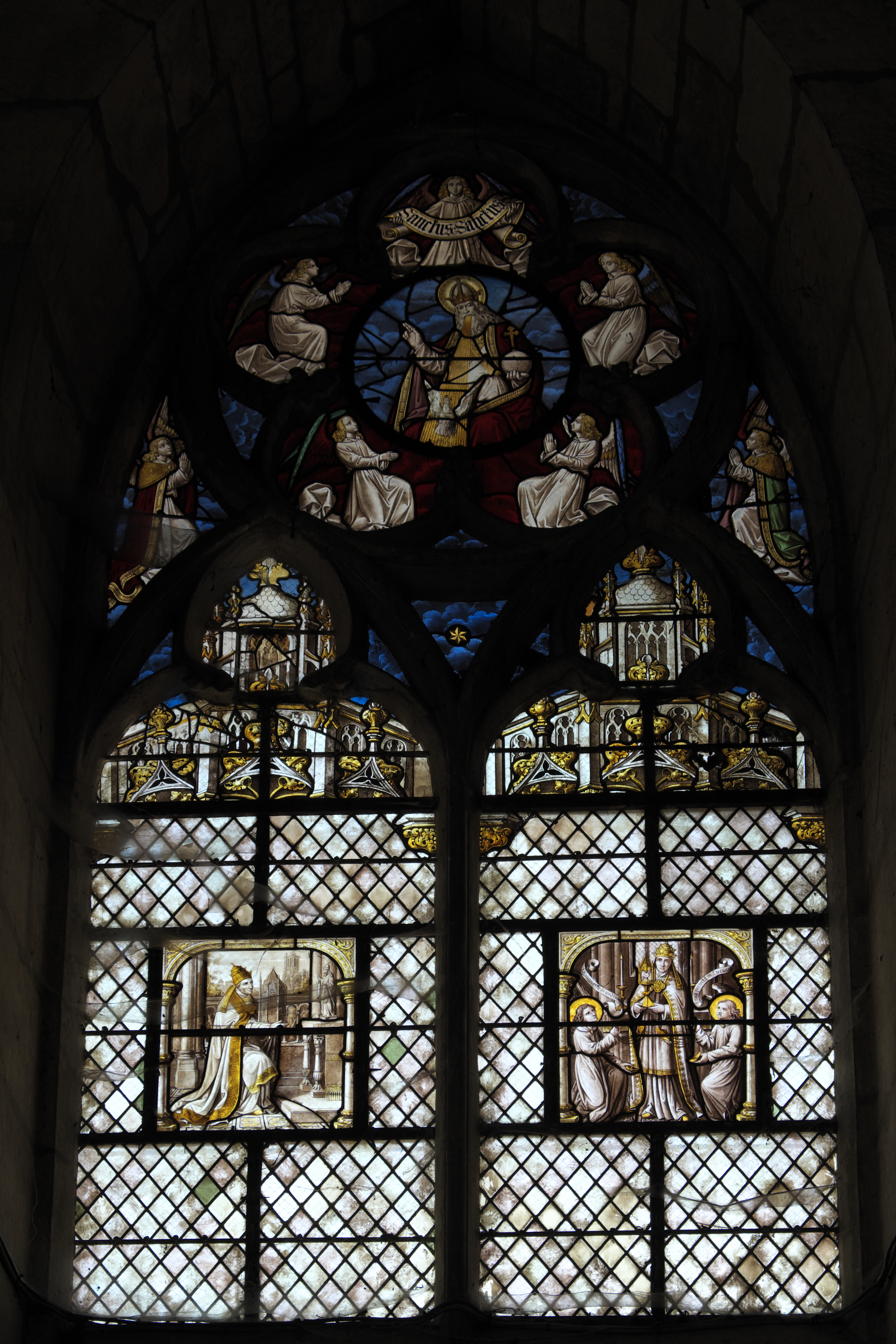
Grisaillefenster
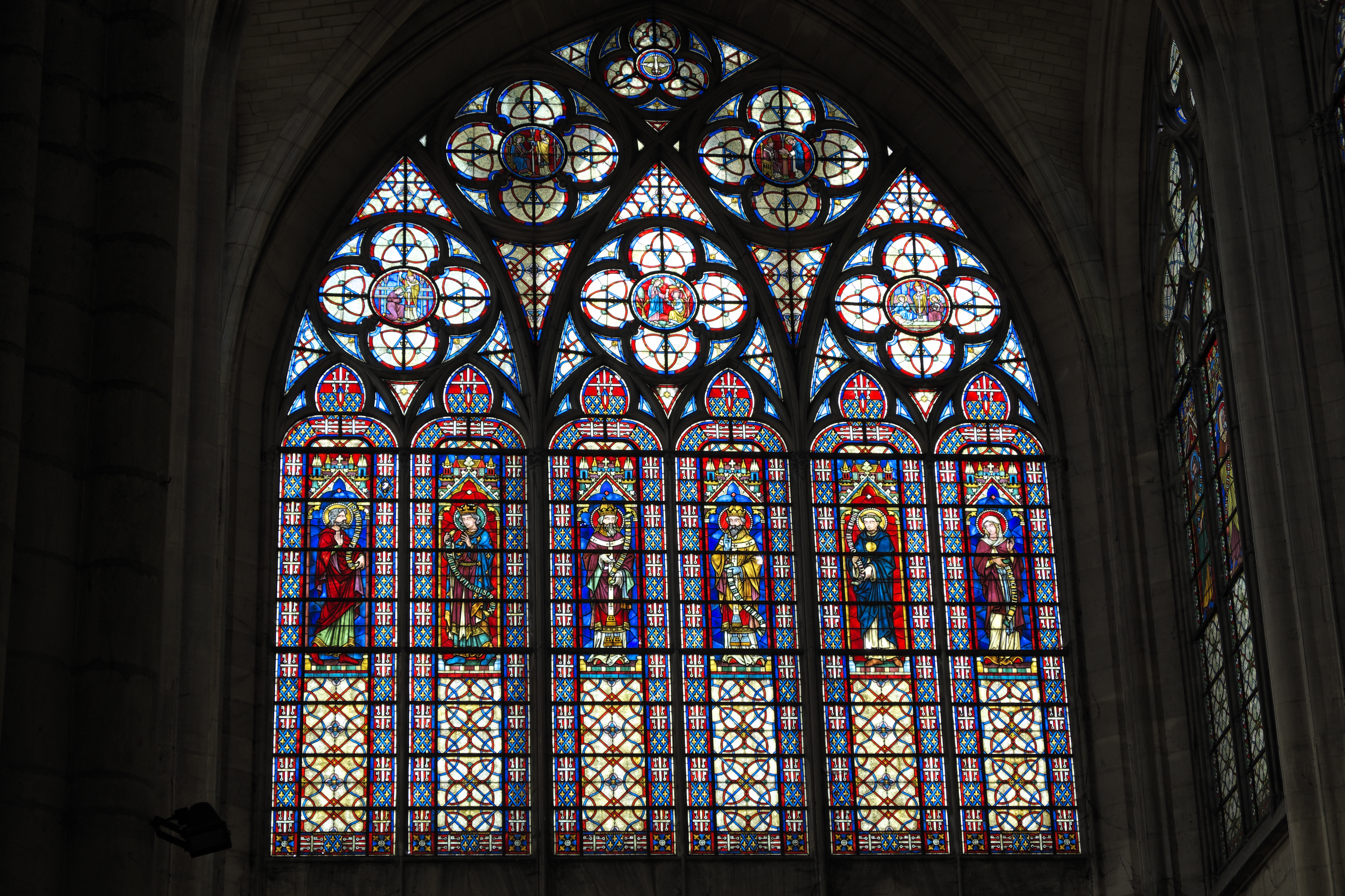
Fenster der Westfassade
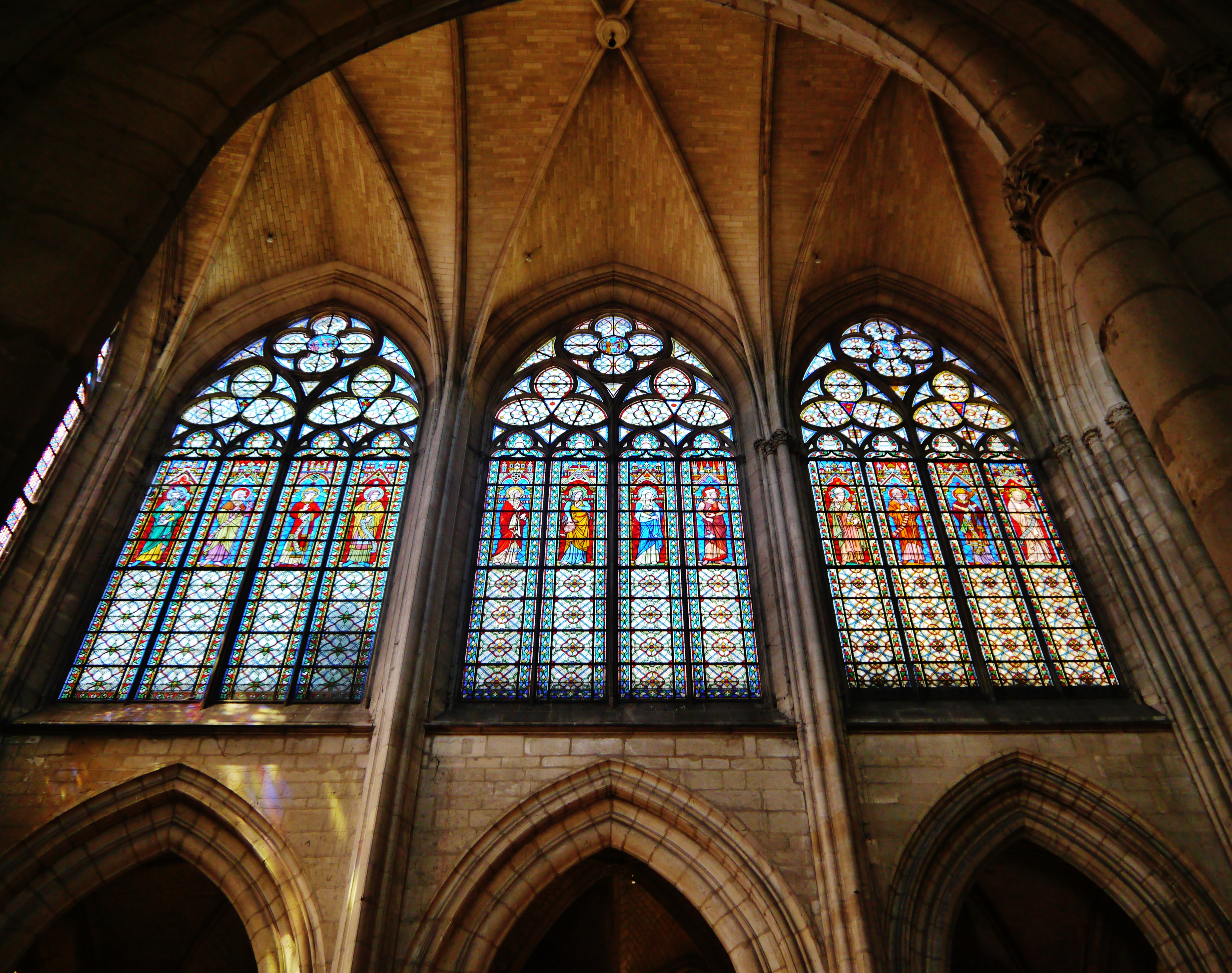
Obergadenfenster

## Ausstattung

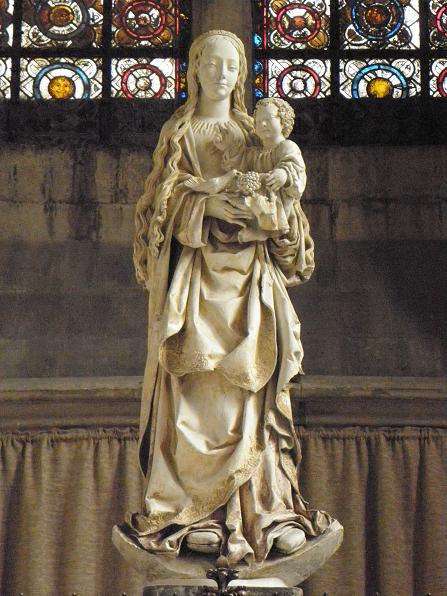
Madonna mit der Weintraube

In der Kirche befinden sich zahlreiche Skulpturen aus dem 16. Jahrhundert.
- Die Madonna mit der Weintraube wird in das erste Viertel des 16. Jahrhunderts datiert. Sie steht auf dem Halbmond und hält das Jesuskind auf ihrem linken Arm. Auf ihrer rechten Hand sitzt ein Vogel, der an einer Traube pickt.[5]
- Die vier Alabasterreliefs mit farbig gefassten und teilweise vergoldeten Holzrahmen sind ebenfalls Arbeiten aus dem 16. Jahrhundert. Auf ihnen sind das Urteil des Salomon[6], die Anbetung der Hirten[7], die Kreuztragung[8] und die Kreuzigung Christi[9] dargestellt.
- Die Steinfigur des Erzengels Michael wurde vermutlich im späten 15. oder frühen 16. Jahrhundert geschaffen.[10]
- Das steinerne Taufbecken aus dem 15. Jahrhundert stand ursprünglich in der nicht mehr erhaltenen Kirche Saint-Jacques-aux-Nonnains.[11]
- In das 14. Jahrhundert wird die Steinfigur des heiligen Odilo, des Abtes von Cluny, datiert.[12] Zu seinen Fußen lodert ein Feuer zur Erinnerung daran, dass er den Allerseelentag zum Gedenken an die Armen Seelen im Fegefeuer einführte.
- Zahlreiche Grabplatten aus dem 14. bis 16. Jahrhundert sind erhalten.

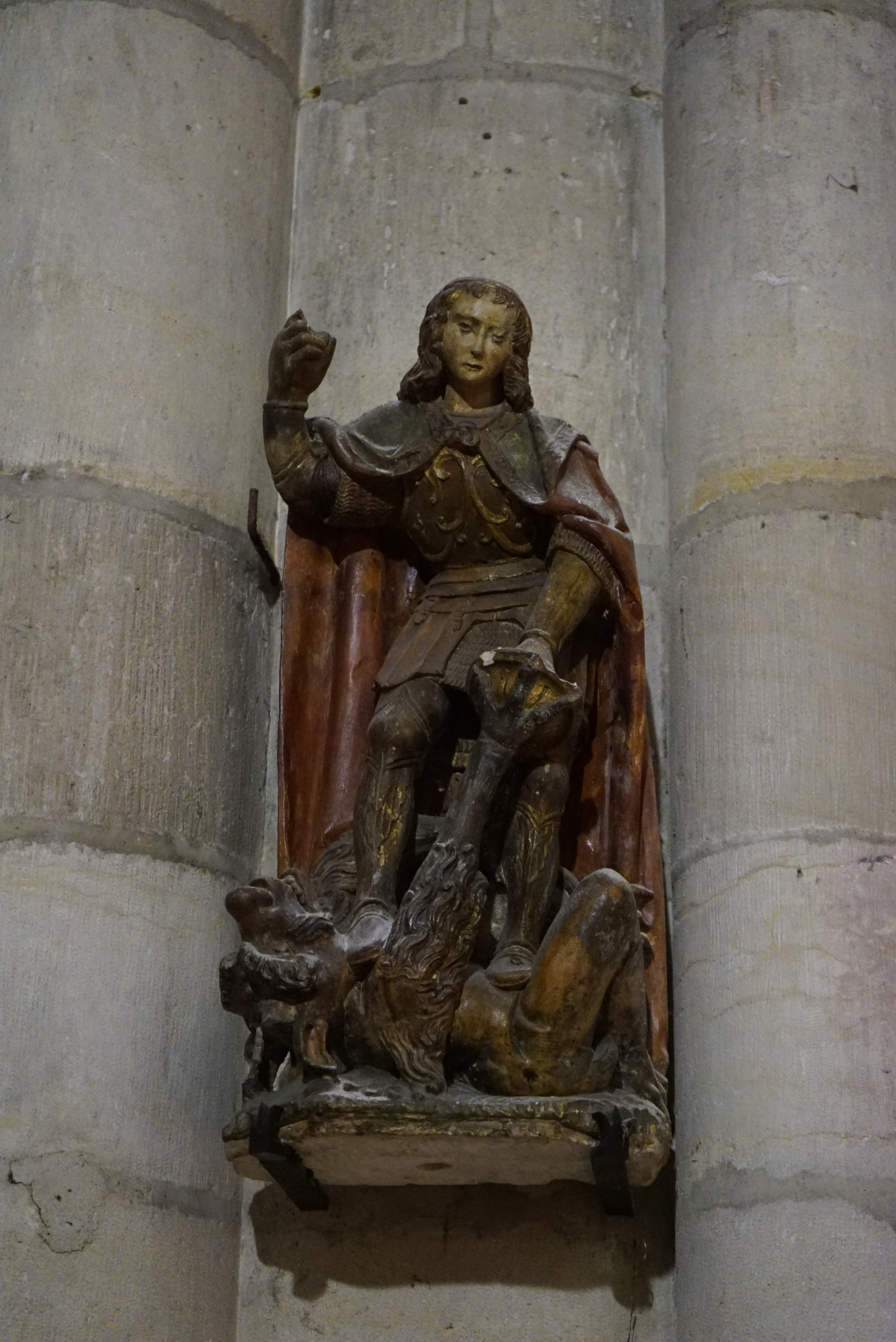
Erzengel Michael
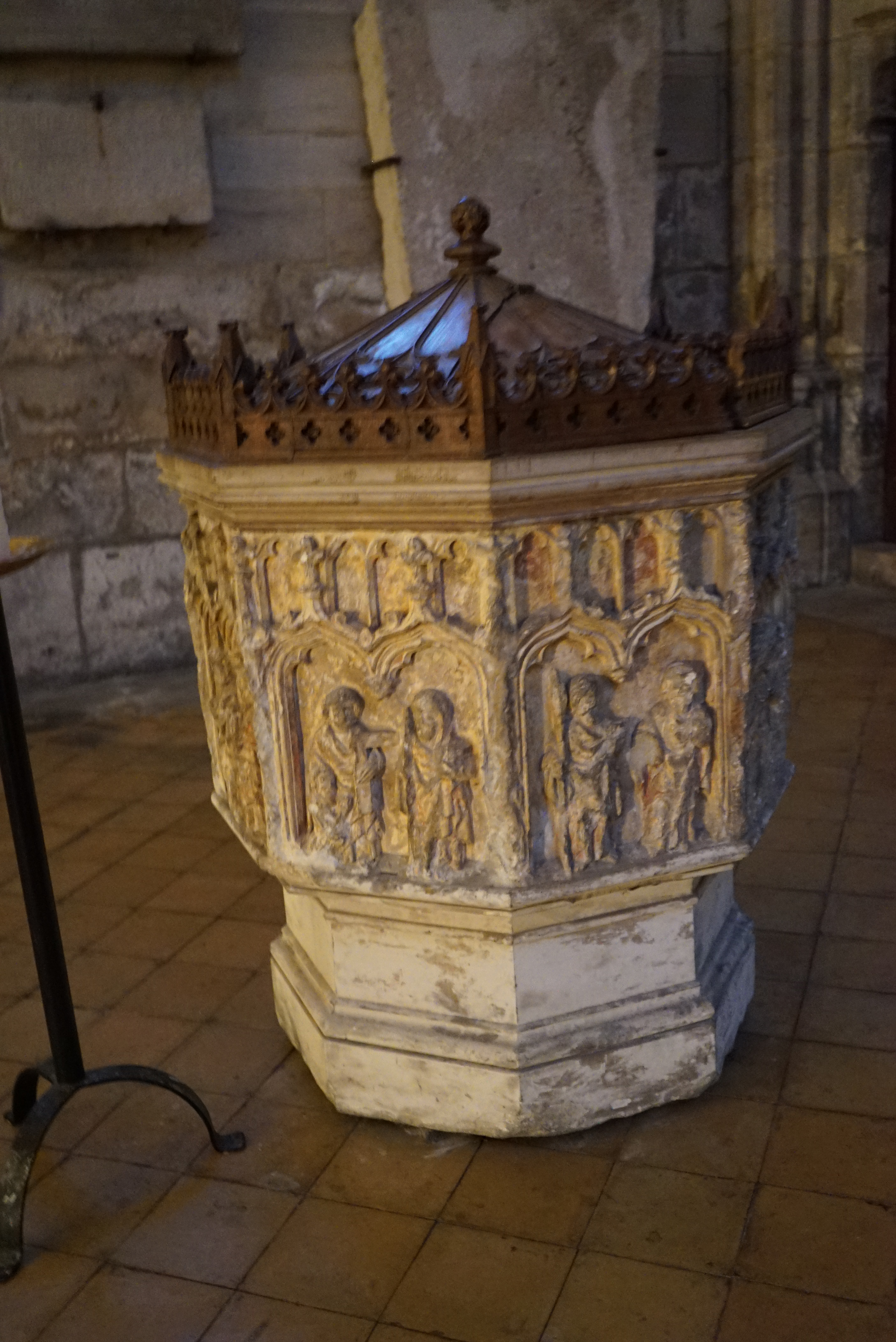
Taufbecken
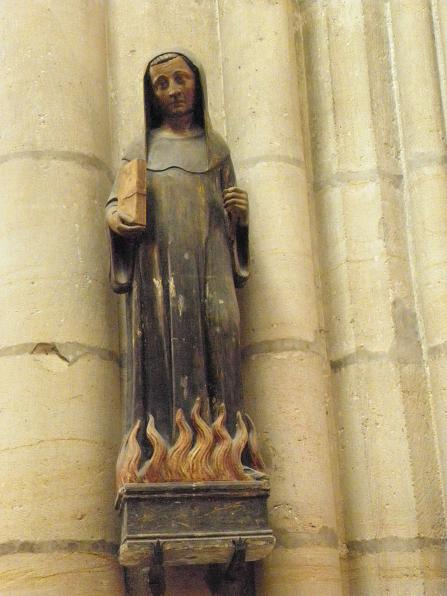
Odilo von Cluny